# هاجر مختار
هاجر محمد مختار (ولدت في 25 يونيو عام 1996 في القاهرة)، توجت ملكة جمال مصر لعام 2022. 
هاجر مصرية الجنسية، تخرجت عام 2019 من الأكاديمية العربية لتكنولوجيا العلوم (AAST) بتخصص اللغة والاعلام، لتديرعملها الخاص في مجال الأثاث.
حصلت على لقب ملكة جمال مصرعام 2022 حيث تفوقت على 2500 متسابقة تقدمن في المرحلة الأولى تم تصفيتهن لـ23 متسابقة حصلت فيها هاجر على المركز الأول، وترأست لجنة التحكيم الدكتورة آمال رزق، وفرح شعبان ملكة جمال مصر 2017، وإلهام وجدي ملكة جمال مصر 2009، ومصممة الأزياء منى جودة، والدكتور باهي هاني والفنان مصطفى درويش.
لم تشارك هاجر بأي من المسابقات الدولية لكي تتيح لنفسها الفرصة للاهتمام بقضايا المجتمع و العمل عليها خلال فترة تتويجها. 

## وصلات خارجية
- الموقع الرسمي لمسابقة ملكة جمال مصر